# 王怀 (北朝)
王怀（？—？），字怀周，籍贯不详，北魏、东魏官员。

## 生平
王怀年轻时爱好射箭骑马，很有气节，恰逢北魏边境局势动乱，就很早投身军旅。韩楼在幽州反叛时，王怀知道他不会成功，暗中交结亲朋萨孤延等人，秘密谋划讨伐韩楼，被韩楼部下乙弗丑发觉，萨孤延奋力作战击败乙弗丑，与王怀等人在中兴初年背叛韩楼相继归附北魏，王怀出任征虏将军、第一领民酋长。
高欢率领军队从太行山向东进发，王怀率领自己部落的百姓三千余家随高欢大军到了冀州。高欢公开起兵后，任命王怀为大都督，王怀跟随高欢在广阿之战击败尔朱兆，出任安北将军、蔚州刺史。王怀又跟随高欢进攻邺城，攻破邺城后在韩陵之战击败尔朱氏的联军，进爵为武周县侯。王怀又跟随高欢进入洛阳，出任车骑将军，改封卢乡县侯。
天平年间，王怀出任使持节、广州诸军事。天平二年（535年），南梁派将军湛僧珍、杨暕来侵扰，王怀和行台元晏反击，攻下项城，俘虏了杨暕。王怀又随高欢攻克西夏州，返回后出任大都督，镇守下馆，加车骑大将军、仪同三司。元象初年，王怀任大都督，与各位将军向西讨伐，遇到疾病死于建州。朝廷赠予定幽恒肆四州诸军事、刺史、司徒公、尚书仆射。王怀以武艺功勋和诚节受到高欢的赏识，志向未能实现，时人可惜他没能如愿。皇建元年十一月庚申（560年12月15日），齐孝昭帝高演诏令将王怀等十二人合祭于高欢的宗庙之中。

## 延伸阅读
[在维基数据编辑]
 《北齊書/卷19》，出自李百药《北齊書》